# Orimarga (Orimarga) soluta
Orimarga (Orimarga) soluta is een tweevleugelige uit de familie steltmuggen (Limoniidae). De soort komt voor in het Australaziatisch gebied.